# Automatic Writing
Pour le mode d'écriture, voir Écriture automatique.
Albums de John Frusciante
The Will to Death DC EP
(2004)
Automatic Writing est le premier album du groupe de rock expérimental américain Ataxia, sorti le 10 août 2004 sur le label Record Collection. Le groupe Ataxia est constitué de John Frusciante, Joe Lally du groupe Fugazi et Josh Klinghoffer, ex-guitariste des Red Hot Chili Peppers. Le disque est issu d'une session d'enregistrement de deux semaines, constituant une dizaine de chansons, et qui aboutira à la sortie d'un second disque, AW II, en mai 2007.

## Liste des morceaux
1. Dust – 8:56
2. Another – 6:22
3. The Sides – 6:45
4. Addition – 10:15
5. Montreal – 12:24

### Groupe
- John Frusciante – guitare, synthétiseurs, chant (Dust, The Sides and Addition)
- Joe Lally – basse, chant (Montreal)
- Josh Klinghoffer – batterie, synthétiseurs, chant (Another)

### Équipe de production
- John Frusciante - producteur
- Ryan Hewitt - ingénieur
- Ryan Castle - assistant
- Bernie Grundman - mastering

### Artwork
- Lola Montes - photographie
- Mike Piscitelli - design
- John Frusciante - design